# Mahesh Babu
Mahesh Babu (Chennai, 9 augustus 1975) is een Indiaas acteur en filmproducent uit de Telugu-filmindustrie. Hij is een van de best betaalde Zuid-Indiase acteurs.

## Biografie
Babu is de zoon van acteur Krishna, echtgenoot van actrice Namrata Shirodkar en schoonbroer van acteur Sudheer Babu. Hij debuteerde op vierjarige leeftijd in een cameo-rol in Needa (1979), en trad op in acht andere films als kindacteur. Hij maakte zijn debuut als volwassen  hoofdrolspeler met Rajakumarudu (1999), wat hem de Nandi Award voor beste mannelijke debuut opleverde. Babu brak door met het door het bovennatuurlijke geïnspireerde drama Murari (2001) en de actiefilm Okkadu (2003). Hij speelde in andere commercieel succesvolle films zoals Athadu (2005), Pokiri (2006), Dookudu (2011), Businessman (2012), Seethamma Vakitlo Sirimalle Chettu (2013), 1: Nenokkadine (2014), Srimanthudu (2015), Bharat Ane Nenu (2018), Maharshi (2019) en Sarileru Neekevvaru (2020). 
Hij leidt een liefdadigheidsinstelling, de non-profitorganisatie Heal-a-Child. Hij wordt ook geassocieerd met Rainbow Hospitals als hun goodwillambassadeur.
In 2019 kreeg hij een wassen beeld in het Madame Tussauds in Singapore.

## Filmografie
| Jaar | Film                               | Rol                            | Opmerking                    |
| ---- | ---------------------------------- | ------------------------------ | ---------------------------- |
| 1979 | Needa                              |                                | als kind                     |
| 1983 | Poratam                            | Bujji                          | als kind                     |
| 1987 | Sankharavam                        | Raja                           | als kind                     |
| 1988 | Bazaar Rowdy                       | Mahesh                         | als kind                     |
| 1988 | Mugguru Kodukulu                   | Surendra                       | als kind                     |
| 1989 | Gudachari 117                      | Chinna                         | als kind                     |
| 1989 | Koduku Diddina Kapuram             | Vinod/ Pramod                  | als kind                     |
| 1990 | Anna Thammudu                      | Murali                         | als kind                     |
| 1990 | Balachandrudu                      | Balachandra                    | als kind                     |
| 1999 | Raja Kumarudu                      | Raj Kumar                      |                              |
| 2000 | Yuvaraju                           | Srinivas                       |                              |
| 2000 | Vamsi                              | Vamsi                          |                              |
| 2001 | Murari                             | Murari                         |                              |
| 2002 | Takkari Donga                      | Raja                           |                              |
| 2002 | Bobby                              | Bobby                          |                              |
| 2003 | Okkadu                             | Ajay Varma                     |                              |
| 2003 | Nijam                              | G. Seetaram                    |                              |
| 2004 | Naani                              | Naani/ Vijay                   |                              |
| 2004 | Arjun                              | Arjun                          |                              |
| 2005 | Athadu                             | Nanda Gopal/ Pardhu            |                              |
| 2006 | Pokiri                             | Pandu/ Krishna Manohar         |                              |
| 2006 | Sainikudu                          | Siddharth                      |                              |
| 2007 | Athidhi                            | Athidhi                        |                              |
| 2008 | Jalsa                              |                                | buitenbeeldse verteller      |
| 2010 | Khaleja                            | Alluri Seetharama Raju         |                              |
| 2011 | Dookudu                            | G. Ajay Kumar                  |                              |
| 2012 | Businessman                        | Vijay Surya                    |                              |
| 2013 | Seethamma Vakitlo Sirimalle Chettu | Chinnodu                       |                              |
| 2013 | Baadshah                           |                                | buitenbeeldse verteller      |
| 2014 | 1: Nenokkadine                     | Gautham                        |                              |
| 2014 | Aagadu                             | Encounter Shankar              |                              |
| 2015 | Srimanthudu                        | Harsha Vardhan                 | ook producent                |
| 2016 | Brahmotsavam                       | Babu                           | ook producent                |
| 2016 | Sri Sri                            |                                | buitenbeeldse verteller      |
| 2017 | Spyder                             | Shiva                          |                              |
| 2018 | Bharat Ane Nenu                    | Bharath Ram                    |                              |
| 2018 | Manasuku Nachindi                  |                                | buitenbeeldse verteller      |
| 2019 | Maharshi                           | Rishi Kumar                    |                              |
| 2020 | Sarileru Neekevvaru                | Ajay Krishna                   | ook producent                |
| 2022 | Acharya                            |                                | buitenbeeldse verteller      |
| 2022 | Sarkaru Vaari Paata                | Mahesh                         |                              |
| 2022 | Major                              |                                | producent, Telugu-Hindi film |
| 2024 | Guntur Kaaram                      | Bhogineni Veera Venkata Ramana |                              |
| 2024 | Mufasa: The Lion King              |                                | stemacteur Mufasa            |